# Aleurocanthus spiniferus
Aleurocanthus spiniferus är en insektsart som först beskrevs av Quaintance 1903.  Aleurocanthus spiniferus ingår i släktet Aleurocanthus och familjen mjöllöss. Inga underarter finns listade i Catalogue of Life.